# Adrián Ben
Adrián Ben Montenegro (* 4. August 1998 in Viveiro, Galicien) ist ein spanischer Leichtathlet, der sich auf die Mittelstreckenläufe spezialisiert hat. 2023 wurde er Halleneuropameister im 800-Meter-Lauf.

## Sportliche Laufbahn
Adrián Ben tritt seit 2014 in internationalen Wettkämpfen an, neben der Mittelstrecke damals auch noch im 2000-Meter-Hindernislauf. Über diese Distanz nahm er an einem Qualifikationswettbewerb in Baku für die Olympischen Jugendspiele in Nanjing teil, verpasste als Fünfter allerdings die Chance auf ein Ticket. Ein Jahr später trat er im Hindernislauf bei den U18-Weltmeisterschaften in Cali an. Dort belegte er in 5:45,89 min. den sechsten Platz.
Ab 2016 verzichtete er dann zu großen Teilen an Wettkämpfen im Hindernislauf und fokussierte sich mehr auf die Mittelstrecke. Bei den U20-Weltmeisterschaften im polnischen Bydgoszcz scheiterte er über 1500 m im Halbfinale. Ein Jahr später gewann er in 3:57,32 min. Bronze bei den U20-Europameisterschaften in Grosseto. Im Rahmen der Crosslauf-Weltmeisterschaften in Kampala nahm er zudem am U20-Rennen teil, konnte dort allerdings keine vordere Platzierung erreichen. Bei den Europameisterschaften 2018 in Berlin, seinen ersten internationalen Meisterschaften bei den Erwachsenen, erreichte er über 800 m das Halbfinale und landete insgesamt auf dem 17. Platz.
Nachdem er 2018 seine Zeiten über 800 m deutlich verbessern konnte, trat er über diese Distanz 2019 bei den Weltmeisterschaften in Doha an. Im Halbfinale stellte er in 1:44,97 min. eine neue Bestzeit auf und zog in das Finale ein, in dem er den finalen sechsten Platz belegte. Zuvor konnte er bei den Halleneuropameisterschaften und den U23-Europameisterschaften keine vordere Platzierungen erreichen.
2021 wurde Ben zum ersten Mal Spanischer Meister im 800-Meter-Lauf. Anfang Juli steigerte er in Stockholm seine Bestzeit auf 1:44,18 min und qualifizierte sich damit für die Olympischen Sommerspiele in Tokio. Bei seinem Olympiadebüt überstand er sowohl den Vorlauf als auch das Halbfinale. Im abschließenden Finallauf erreichte er mit 1:45,96 min den fünften Platz. Ein Jahr später nahm er in den USA an seinen zweiten Weltmeisterschaften teil, wobei er als Vierter seines Vorlaufes den Einzug in das Halbfinale verpasste. 2023 trat Ben bei den Halleneuropameisterschaften in Istanbul an. Er erreichte das Finale des 800-Meter-Laufes, in dem er sich, nach Auswertung des Zielfotos, gegen den Franzosen Benjamin Robert und die weitere Konkurrenz durchsetzte. Mit dem Europameistertitel feierte er den bislang größten Erfolg seiner Sportlerkarriere. Im August trat er in Budapest wieder bei den Weltmeisterschaften an und konnte in sein zweites WM-Finale nach 2019 einziehen. Zuvor lief er im Halbfinale in 1:43,92 min eine neue Bestzeit. Im Finale verpasste er anschließend als Vierter knapp eine Medaille.

## Wichtige Wettbewerbe
| Jahr                | Veranstaltung                 | Ort                 | Platz               | Disziplin           | Zeit                |
| Startet für Spanien | Startet für Spanien           | Startet für Spanien | Startet für Spanien | Startet für Spanien | Startet für Spanien |
| ------------------- | ----------------------------- | ------------------- | ------------------- | ------------------- | ------------------- |
| 2015                | U18-Weltmeisterschaften       | Cali                | 6.                  | 2000 m Hindernis    | 5:45,59 min         |
| 2016                | U20-Weltmeisterschaften       | Bydgoszcz           | 18.                 | 1500 m              | 3:47,88 min         |
| 2017                | Crosslauf-Weltmeisterschaften | Kampala             | 74.                 | U20-Rennen          | 27:15 min           |
| 2017                | U20-Europameisterschaften     | Grosseto            | 3.                  | 1500 m              | 3:57,32 min         |
| 2018                | Europameisterschaften         | Berlin              | 17.                 | 1500 m              | 3:42,81 min         |
| 2019                | Halleneuropameisterschaften   | Birmingham          | 14.                 | 1500 m              | 3:48,24 min         |
| 2019                | U23-Europameisterschaften     | Gävle               | 13.                 | 1500 m              | 3:47,78 min         |
| 2019                | Weltmeisterschaften           | Doha                | 6.                  | 800 m               | 1:45,58 min         |
| 2021                | Olympische Sommerspiele       | Tokio               | 5.                  | 800 m               | 1:45,96 min         |
| 2022                | Weltmeisterschaften           | Eugene              | 28.                 | 800 m               | 1:46,71 min         |
| 2023                | Halleneuropameisterschaften   | Istanbul            | 1.                  | 800 m               | 1:47,34 min         |
| 2023                | Weltmeisterschaften           | Budapest            | 4.                  | 800 m               | 1:44,91 min         |

## Persönliche Bestleistungen
Freiluft
- 800 m: 1:43,92 min, 24. August 2023, Budapest
- 1500 m: 3:33,50 min, 16. Juli 2023, Chorzów

Halle
- 800 m: 1:45,72 min, 23. Februar 2024, Madrid
- 1500 m: 3:39,36 min, 27. Januar 2024, Sabadell